# Шлемоносные квакши
Шлемоносные квакши (лат. Triprion) — род бесхвостых земноводных из семейства квакш. Род включает виды, найденные на полуострове Юкатан в Мексике, Гватемале и Гондурасе; в тихоокеанской низменности Мексики (от Синалоа до Оахаки); в восточной Мексике (Веракрус, Оахака и Чьяпас на высотах 800—2068 м над уровнем моря), в северо-восточном Гондурасе (95 м над уровнем моря), в атлантической части Коста-Рики, западной Панаме и от юго-западной Коста-Рики до западно-центральной Панамы на тихоокеанских склонах (высота 350—1330 м над уровнем моря). Обитают во влажных лесах.

## Классификация
На февраль 2024 года в род включают 3 вида:
- Triprion petasatus (Cope, 1865) — шлемоносная квакша
- Triprion spatulatus Günther, 1882 — лопатоносая квакша
- Triprion spinosus (Steindachner, 1864)